# Eupithecia atrisignis
Eupithecia atrisignis es una especie de polilla de la familia Geometridae. La especie fue descrita por primera vez por Arthur Gardiner Butler habiendo sido descrita en 1889, con distribución en el extremo oeste de las Himalayas y China del Suroeste. El sintipo de la especie fue descrita en los alrededores de Dharmsala, Distrito de Kangra.